# OGLE-2005-BLG-390L
OGLE-2005-BLG-390L ist ein etwa 21000 Lichtjahre von der Erde entfernter Roter Zwerg im Sternbild Schütze. Er ist mit einer scheinbaren Helligkeit von 15,7 mag auch unter optimalen Beobachtungsbedingungen nicht mehr mit normalen Teleskopen zu sehen. Im Jahre 2005 entdeckte ein Konsortium von Forschungseinrichtungen (PLANET (Leiter: Jean-Philippe Beaulieu, Paris, und Martin Dominik, St. Andrews), RoboNet (Leiter: Michael Bode, Liverpool, und Keith Horne, St. Andrews), OGLE (Leiter: Andrzej Udalski, Warschau) und MOA (Leiter: Phil Yock, Auckland)) einen extrasolaren Planeten, der diesen Stern umkreist. Dieser trägt den Namen OGLE-2005-BLG-390Lb.